# HC Bedum
HC Bedum is een hockeyclub uit het dorp Bedum, Het Hogeland. De club is opgericht op 25 januari 1984. Het semi-waterveld ligt aan de Sportlaan 20 in Bedum.